# Tuszów Narodowy
Tuszów Narodowy – wieś w Polsce położona w województwie podkarpackim, w powiecie mieleckim, w gminie Tuszów Narodowy.
| SIMC    | Nazwa    | Rodzaj    |
| ------- | -------- | --------- |
| 0665633 | Kąty     | część wsi |
| 0665640 | Majdanek | część wsi |
| 0665656 | Załuże   | część wsi |

## Historia
Pierwsze potwierdzone wzmianki o Tuszowie pochodzą z ok. 1470 roku, kiedy to Jan Długosz napisał, że królewska wieś Tuszów należała do parafii w Chorzelowie (wcześniej w Osieku). Obecna nazwa miejscowości pojawiła się na przełomie XVIII i XIX wieku w celu odróżnienia jej od osiedli zamieszkanych przez kolonistów niemieckich po I rozbiorze w 1772 roku. Miejscowość jest siedzibą gminy Tuszów Narodowy od 1866 roku. W roku 1902 w Tuszowie Narodowym powstała parafia rzymskokatolicka Matki Bożej Wspomożenia Wiernych.
W latach 1975–1998 miejscowość położona była w województwie rzeszowskim.

## Etymologia nazwy
Nazwa miejscowości pochodzi najprawdopodobniej od związanego z topografią wyrazu tuch, ponieważ Tuszów był kiedyś położony nad bagnami, które zostały osuszone dopiero pod koniec XIX wieku. Miejscowość nazywała się kiedyś Tuszów, lecz w celu odróżnienia od części zamieszkanej przez niemieckich osadników dodano do nazwy przydomek Narodowy.

## Sport
W Tuszowie Narodowym istniał klub piłkarski LKS (Ludowy Klub Sportowy) Ikarus Tuszów Narodowy. W sezonie 2009/2010 klub zajął 2. miejsce w klasie okręgowej, gr. Dębica. Po sezonie 2010/11 klub nie przystąpił do żadnych rozgrywek ligowych.
Ponadto, w sezonach 2014/15 i 2015/16 w klasie B, gr. Rzeszów V (Mielec) występowała drużyna KS (Klub Sportowy) Tuszyn Narodowy. W obu sezonach drużyna zajmowała miejsce w środku tabeli.

## Transport
Przez Tuszów Narodowy przebiega droga wojewódzka nr 985, odcinek Mielec - Tarnobrzeg i linia kolejowa nr 25 Dębica - Łódź Kaliska, przy której znajduje się przystanek kolejowy.

## Urodzeni w Tuszowie

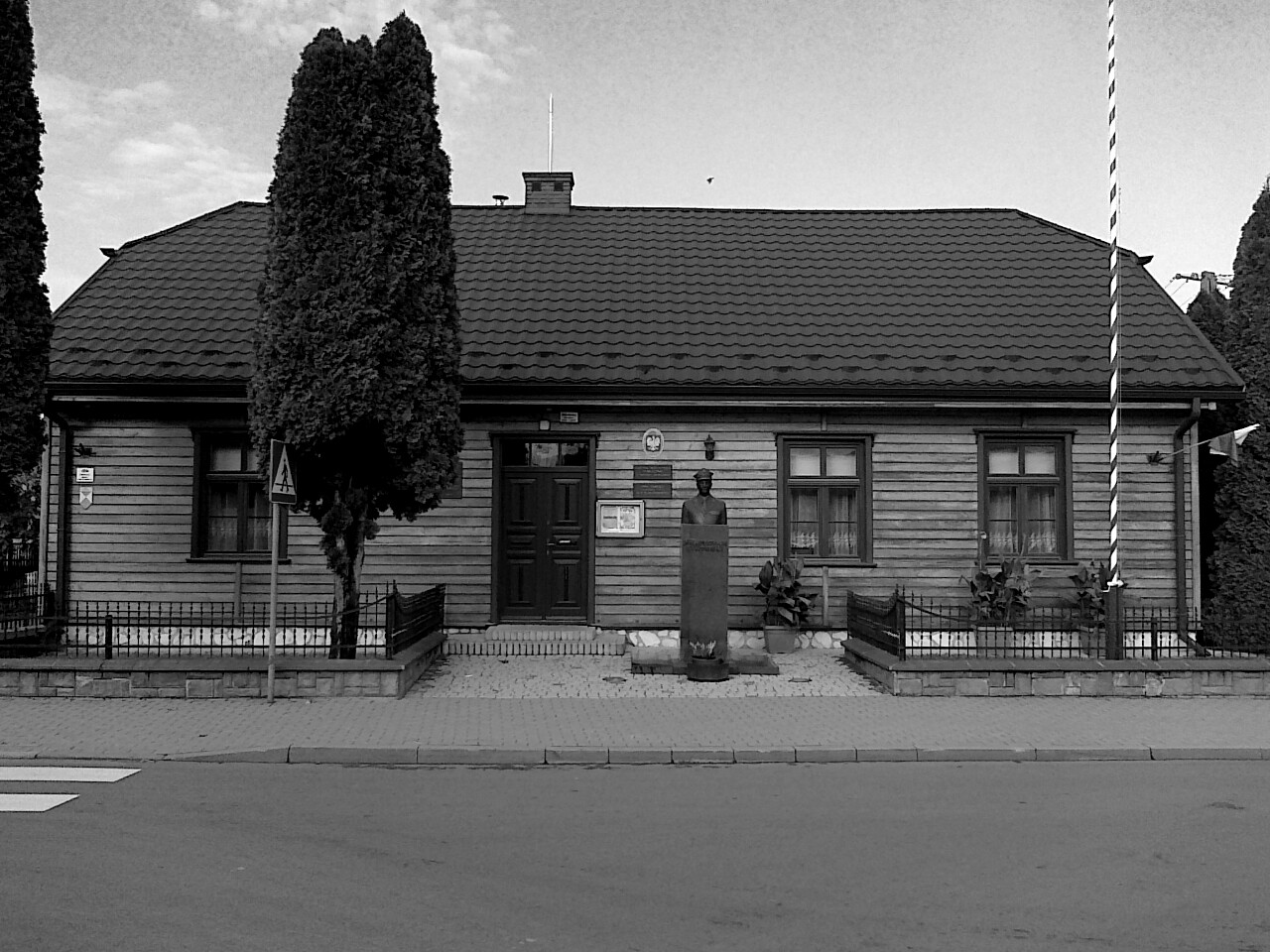
Dom urodzin gen. Władysława Sikorskiego w Tuszowie Narodowym

- Władysław Sikorski (ur. 20 maja 1881, zm.  4 lipca 1943 na Gibraltarze). W domu urodzin generała znajduje się obecnie Izba Pamięci Generała Sikorskiego, oraz Gminna Biblioteka Publiczna.
- Jan Światkowski ps. „Kruk” (ur. 26 stycznia 1893, zm. 13 lutego 1963 roku w Krakowie) – podpułkownik piechoty Wojska Polskiego, kawaler Orderu Virtuti Militari.